# Shahrak-e Korīt-e Bālā
Shahrak-e Korīt-e Bālā (persiska: شهرک کریت بالا, Ebrāhīmābād-e Bālā) är en del av en befolkad plats i Iran.   Den ligger i provinsen Khorasan, i den centrala delen av landet, 600 km sydost om huvudstaden Teheran. Shahrak-e Korīt-e Bālā ligger 681 meter över havet och antalet invånare är 187.
Terrängen runt Shahrak-e Korīt-e Bālā är lite kuperad, och sluttar brant västerut. Trakten runt Shahrak-e Korīt-e Bālā är nära nog obefolkad, med mindre än två invånare per kvadratkilometer. Närmaste större samhälle är Tabas, 17,5 km norr om Shahrak-e Korīt-e Bālā. Trakten runt Shahrak-e Korīt-e Bālā är ofruktbar med lite eller ingen växtlighet.